# Sergueï Jirnov
 (août 2022).
Il peut être nécessaire de l'améliorer pour respecter le principe de neutralité de point de vue. Veuillez consulter la page de discussion pour plus de détails.

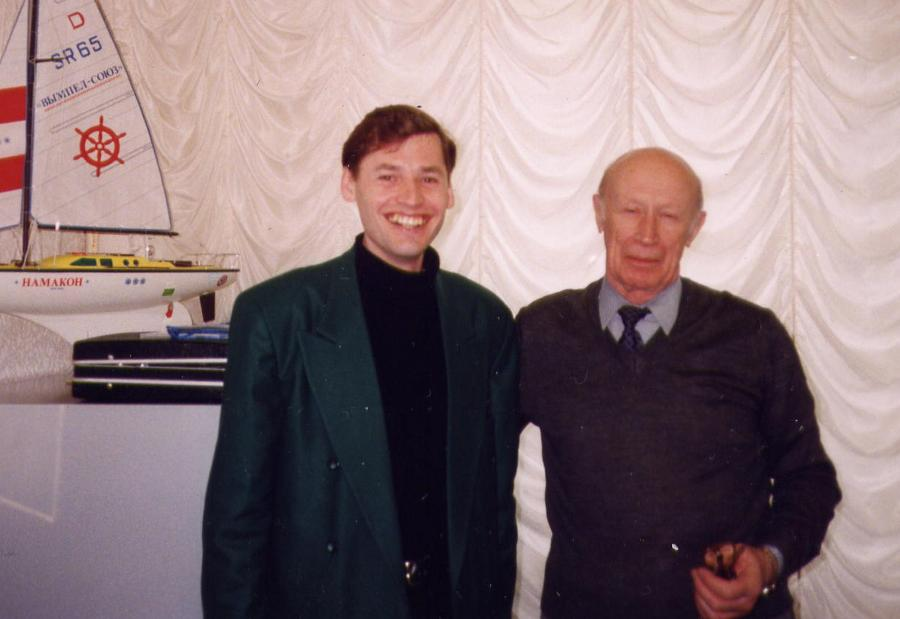
Iouri Drozdov (à droite) avec Sergueï Jirnov dans les locaux du Namakon en 1998.

Sergueï Olegovitch Jirnov (en russe : Сергей Олегович Жирнов), né le 17 avril 1961 à Moscou, est un auteur franco-russe et ancien officier traitant du KGB soviétique. Il est également journaliste et spécialiste en relations internationales.
Il poursuit en justice, en 1999, le Service des renseignements extérieurs de la fédération de Russie pour la non-remise du diplôme d'espion de l'Institut du Drapeau rouge du KGB. Il est poursuivi en Russie pour la divulgation de secrets d'État dans des articles sur internet et contraint en 2001 de s'exiler en France, où il reçoit le statut de réfugié.

## Biographie

### Jeunesse et famille
Sergueï Jirnov est né le 17 avril 1961 à Moscou. Son père Oleg Jirnov, moscovite de naissance, est dessinateur industriel et ingénieur. Sa mère Lydia Jirnova, haute technicienne dans l’industrie, est originaire de la région de Iaroslavl sur la Volga,.
En 1964, la famille Jirnov déménage à 40 kilomètres du centre de Moscou, dans la ville fermée nouvellement créée de Zelenograd. Sergueï y passe sa jeunesse avec ses parents, sa grand-mère paternelle Anna Pavlovna et sa sœur.
Durant plusieurs années, les parents de Sergueï Jirnov animent pendant les vacances d’été les camps sportifs du comité d’entreprise qui accueillent des adolescents de leurs instituts de recherche et se déroulent dans les montagnes du Caucase du Nord. Ils achèvent leur carrière professionnelle comme responsables d’une base de loisirs caucasienne pour les étudiants et enseignants de l’Institut de la technique électronique de Moscou (ru) (MIET). Sergueï Jirnov garde de ces activités sportives régulières pratiquées l'été avec ses parents la passion pour la montagne, le ski et les sports équestres,.

### Études et formation

#### Formation scolaire et supérieure
De 1968 à 1978, Sergueï Jirnov fréquente l’École secondaire expérimentale no 609 de Moscou qui, suivant le système éducatif russe, réunit l’école primaire, le collège et le lycée dans le même établissement,.
Durant ses études secondaires, il participe et remporte des épreuves aux Olympiades panrusses pour les écoliers (ru), notamment en anglais. Il est licencié dans le club sportif de ski de fond régional.
Dès l’âge de 14 ans, parallèlement à ses études, il est choisi par le Parti communiste pour diriger et animer les organisations locales de la Jeunesse communiste (les Pionniers soviétiques et le Komsomol),. Ses études brillantes et ses activités politiques lui valent une recommandation officielle du Parti communiste, indispensable pour entrer dans l'Institut d'État des relations internationales de Moscou (MGUIMO).
De 1978 à 1983, il y suit un cursus d'études supérieures (le MGUIMO étant rattaché au ministère des Affaires étrangères d'URSS et de Russie - MID SSSR) ainsi qu'à la faculté des relations économiques internationales en obtenant le diplôme russe d'État,,,.

#### Service de renseignements russe: KGB

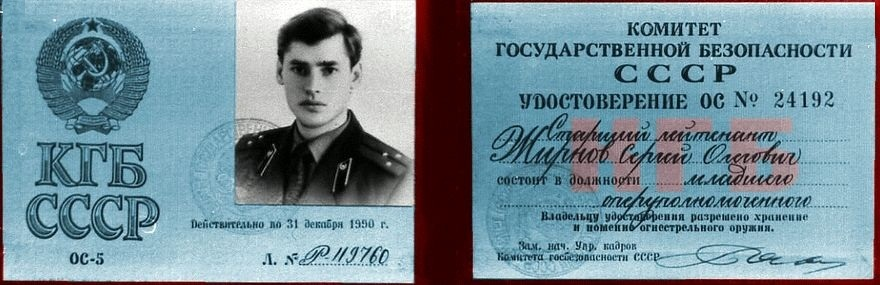
La carte du KGB du lieutenant en chef Jirnov avec autorisation de porter les armes à feu.

En 1984, soit la même année que Vladimir Poutine, il entre à l'Institut du Drapeau rouge du KGB, un établissement secret du KGB chargé de la formation aux renseignements extérieurs (devenu par la suite l'Académie des renseignements extérieurs du SVR). Il suit pendant trois ans les études supérieures en espionnage à la faculté principale et obtient le diplôme russe d'État en relations internationales. Ce document, gardé dans les archives secrètes du KGB, est à l'origine d'un scandale, suivi de procédures pénales, qui se déroule de 1997 à 2001 et oblige Sergueï Jirnov à fuir la Russie,.

#### École nationale d'administration (France)
De 1991 à 1992, il est le premier soviétique admis, à l'École nationale d'administration (ENA) où il réalise ses études post-universitaires d'une durée de 16 mois dans le Cycle international long. Boursier du gouvernement français, il obtient un diplôme international de l'administration publique. Il côtoie lors de ses études à l'ENA, Karin Kneissl, future ministre des Affaires étrangères de l'Autriche.

### Parcours professionnel

#### 1983 - 2017: consultations en relations économiques internationales
- Gérant et propriétaire de l'EURL privée « Intergrad Consulting » (en Russie)[13],[2],[3].
- Consultant pour l'Union internationale des économistes - organisation non gouvernementale basée à New York près de l'ONU[5].
- Consultant pour le centre médical gouvernemental de la présidence de la fédération de Russie[5].
- Fonctionnaire au ministère du Commerce extérieur d'URSS[5].

#### 1982 - 2017: journalisme et communication
Sergueï Jirnov est producteur et chef de projet télévisuel « France économie & coopération » sous le haut patronage du ministère français des Affaires étrangères et de l'ambassade de France à Moscou. Il a pour mission la promotion des entreprises, de la technologie et de l'économie française en Russie. En 2009, il est pigiste à la rédaction russe de la chaîne de télévision Euronews, basée en France à Écully. En parallèle, il anime plusieurs blogs et sites internet,.

#### 1982 - 1996: enseignement
Jirnov est également auteur de scénarios et présentateur des émissions hebdomadaires du programme télévisé « Le français pour vous » à la Télévision centrale d'URSS et de la Russie. Il réalise l'enseignement du français langue étrangère en direction des 15 pays de l'ex-URSS. Il travaille comme professeur associé à l'École supérieure de commerce de Chambéry, pour l'enseignement du commerce international,.

#### 1984 - 1992: service dans les renseignements extérieurs
Ayant selon lui fait partie de l'élite du renseignement soviétique à la fin de sa formation au KGB (1984-1987), Jirnov entre en service actif dans l’appareil central (Département géographique no 4 – le continent américain) de la Direction « S » (service des agents illégaux russe et soviétique) de la Première direction générale du KGB, dirigée par le général Iouri Drozdov,. Jirnov fait partie des officiers subalternes (plus précisément au grade militaire de lieutenant en chef) et il occupe un poste d'« élément opérationnel auxiliaire ».
En 1988, il est promu au grade militaire de capitaine. En tant qu’« élément opérationnel titulaire », il quitte le quartier général de la PGOU et passe dans la Réserve active (qui est un service opérationnel, agissant sous couverture sur le terrain).
En 1991, il est promu au grade militaire de commandant (passant ainsi dans la catégorie des officiers supérieurs) et au poste d’« élément opérationnel supérieur » dans la Réserve spéciale (ce service regroupe les « illégaux », sous couverture profonde sur le terrain),.
Après la disparition officielle du KGB en novembre 1991, suivie par la dislocation de l’URSS en décembre 1991, les renseignements extérieurs sont transférés au sein du Service des renseignements extérieurs de la fédération de Russie en 1992. Jirnov démissionne et devient un officier supérieur de réserve militaire, rattaché au ministère de la Défense, puis à partir de décembre 1992, il rejoint la vie civile en travaillant comme journaliste à la télévision, et comme enseignant et consultant international en Russie, en France et en Suisse,.

### Activités associatives
De 1991 à 2001, il est président de l’association d’amitié franco-russe du district de Zelenograd de la ville de Moscou, organisant des échanges culturels, écologiques, touristiques, économiques et éducatifs,.
De 1989 à 2001, il fait partie de l’association d’amitié « URSS-France », réorganisée en 1992 sous le nom d'« Association des amis de la France », dont il devient membre du Conseil présidentiel.
De 1989 à 1992, il est directeur des relations internationales de la fondation philanthropique « Krestyanka ». En cette qualité, il participe en 1991 aux Assises du mécénat par l’Admical à Paris.

### Exil en France
Depuis son départ en exil de la Russie et son installation en France en 2001, Sergueï Jirnov est régulièrement,,, invité par les médias à témoigner publiquement de son expérience passée, de sa vie d’espion et de son conflit juridique avec le SVR, au sujet de son diplôme du KGB. Il fait volontairement de cette publicité un moyen de protection contre la vengeance potentielle de ses anciens employeurs russes : « Plus il y a de tapage autour de moi, plus je suis protégé. Pour ne pas être vu, soit vous éteignez toutes les lumières, soit vous mettez la lumière tellement forte qu’elle aveugle ».
Sans avoir de preuves concrètes, il pense, bien qu'il n'ait jamais fourni d'informations très précieuses à la France, être menacé d'assassinat par Moscou, et affirme avoir été approché ou s'être senti menacé à trois reprises, notamment via l'invitation d'un ancien camarade à se rencontrer à Paris ou celle d'une journaliste de la branche française de Sputnik, qui aurait cherché à l'attirer dans les locaux de la radio russe pour permettre son enlèvement.
Sergueï Jirnov est aussi invité à des conférences dans les domaines du renseignement, de la géopolitique, de la géostratégie, de l’histoire des services secrets, de l’Union soviétique, de la guerre froide, des scandales et affaires politico-médiatiques (Skripal, Pavlenski-Griveaux, etc.). Il s'exprime également sur la politique de Vladimir Poutine, qu'il a connu au KGB, et dont il est un adversaire, et les relations internationales de la Russie dans les médias français et internationaux tels que : la BBC,, Radio Free Europe,,,,,, le New York Times, Radio télévision suisse,, France Inter,,, LCI, Mediapart,,, des sites internet de la diaspora russe et ukrainienne comme par exemple avec la journaliste Natalia Vlaschenko[Interprétation personnelle ?] .

## Publications
- Sergueï Jirnov, Pourchassé par le KGB : la naissance d’un espion, Canésy, Éditions Corpus Délicti, coll. « Espionnage », 1er mars 2019, 336 p. (ISBN 978-2-9565375-4-0, lire en ligne [PDF]).
- Sergueï Jirnov et François Waroux, KGB-DGSE : deux espions face à face, Paris, Éditions Mareuil, 15 avril 2021, 210 p. (ISBN 978-2-37254-191-6).
  - Sergueï Jirnov et François Waroux, KGB-DGSE : deux espions face à face, Paris, Mon poche Éditions, 14 avril 2022 (ISBN 978-2-37913-114-1)
- Sergueï Jirnov et Jean-Luc Riva, L'Éclaireur, Paris, Éditions Nimrod, 3 mars 2022, 528 p. (ISBN 978-2-37753-019-9, présentation en ligne).
- Sergueï Jirnov, L'Engrenage, Paris, éditions Albin Michel, 1er juin 2022, 224 p. (ISBN 978-2-226-47677-7, présentation en ligne).
- Sergueï Jirnov, L'Escalade, Paris, éditions Albin Michel, 3 mai 2023, 224 p. (ISBN 978-2-226-47994-5, présentation en ligne).
- Sergueï Jirnov, Les pires amis, Paris, Istya&cie, 13 juin 2024, 350 p. (ISBN 978-2-889-44252-2, présentation en ligne).

## Décorations et distinctions
- Médaille du 70e anniversaire des Forces armées de l'URSS (ru) en 1988[4].